# Курское (Акмолинская область)
Курское (каз. Курское) — село в Есильском районе Акмолинской области Казахстана. Входит в состав Двуречного сельского округа. Код КАТО — 114861100.

## География
Село расположено в 25 км на юг от районного центра города Есиль, в 15 км на север от центра сельского округа — села Двуречное. 
Вдоль села проходят: автодорога А-16 и железная дорога «Есиль-Аркалык». Протекает река Ишим.

## История
По состоянию на 1989 год село являлось административным центром и единственным населённым пунктом одноимённого сельсовета. 
В 2019 году село вошло в состав Двуречного сельского округа.

## Население
В 1989 году население села составляло 1156 человек (из них русских 45%).
В 1999 году население села составляло 1064 человека (498 мужчин и 566 женщин). По данным переписи 2009 года, в селе проживали 923 человека (454 мужчины и 469 женщин).
На начало 2021 год согласно отчёту акима Двуречного сельского округа, население села составляло 663 человек.
| Динамика численности населения | Динамика численности населения | Динамика численности населения | Динамика численности населения |
| 1989                           | 1999                           | 2009                           | 2021                           |
| ------------------------------ | ------------------------------ | ------------------------------ | ------------------------------ |
| 1156                           | ↘1064                          | ↘923                           | ↘663                           |